# Schizaspidia scutellaris
Schizaspidia scutellaris is een vliesvleugelig insect uit de familie Eucharitidae. De wetenschappelijke naam is voor het eerst geldig gepubliceerd in 1927 door Masi.